# Atrichopogon titanus
Atrichopogon titanus är en tvåvingeart som beskrevs av Boesel 1973. Atrichopogon titanus ingår i släktet Atrichopogon och familjen svidknott.
Artens utbredningsområde är Ohio. Inga underarter finns listade i Catalogue of Life.